# Waltraud Kaufmann
Waltraud Kaufmann, verheiratete Pöhlitz (* 10. März 1942 in Brockau), ist eine deutsche ehemalige Leichtathletin und Olympiateilnehmerin, die in den 1960er-Jahren – für die DDR startend – im 800-Meter-Lauf erfolgreich war. Ihr größter Erfolg ist die Silbermedaille bei den Europameisterschaften 1962 in Belgrad (2:05,0 min).
Bei den Europameisterschaften 1966 in Budapest belegte sie den achten Platz (2:12,1 min). Sie startete auch bei den Olympischen Spielen 1964 in Tokio, wo sie im Vorlauf ausschied.
1962, 1963, 1964 und 1966 wurde sie DDR-Meisterin im 800-Meter-Lauf, 1967 wurde sie DDR-Meisterin im 1500-Meter-Lauf (ab 1966 unter dem Namen Waltraud Pöhlitz). Über 400 Meter erreichte sie bei der DDR-Meisterschaft 1961 den dritten und 1965 den zweiten Rang.
Waltraud Kaufmann gehörte dem SC Chemie Halle an. In ihrer Wettkampfzeit war sie bei einer Größe von 1,61 m 52 kg schwer.
Im August 1979 setzte sich ihr Ehemann Lothar Pöhlitz bei einem Wettkampf in Italien von der DDR-Nationalmannschaft ab und gelangte über die bundesdeutsche Botschaft in Rom in die Bundesrepublik. Waltraud Pöhlitz wurde daraufhin vom Ministerium für Staatssicherheit vernommen und musste 27 Stunden in einem Gefängnis in Halle verbleiben. Dort wurde sie eigener Aussage nach „ununterbrochen verhört“. Die Familienzusammenführung erfolgte im Dezember 1984. In der zweiten Hälfte der 1980er Jahre war Waltraud Pöhlitz an der Deutschen Sporthochschule Köln Mitarbeiterin des Forschungsprojekts „Gesundheitserziehung in der Schule“.